# 이놀라 게이

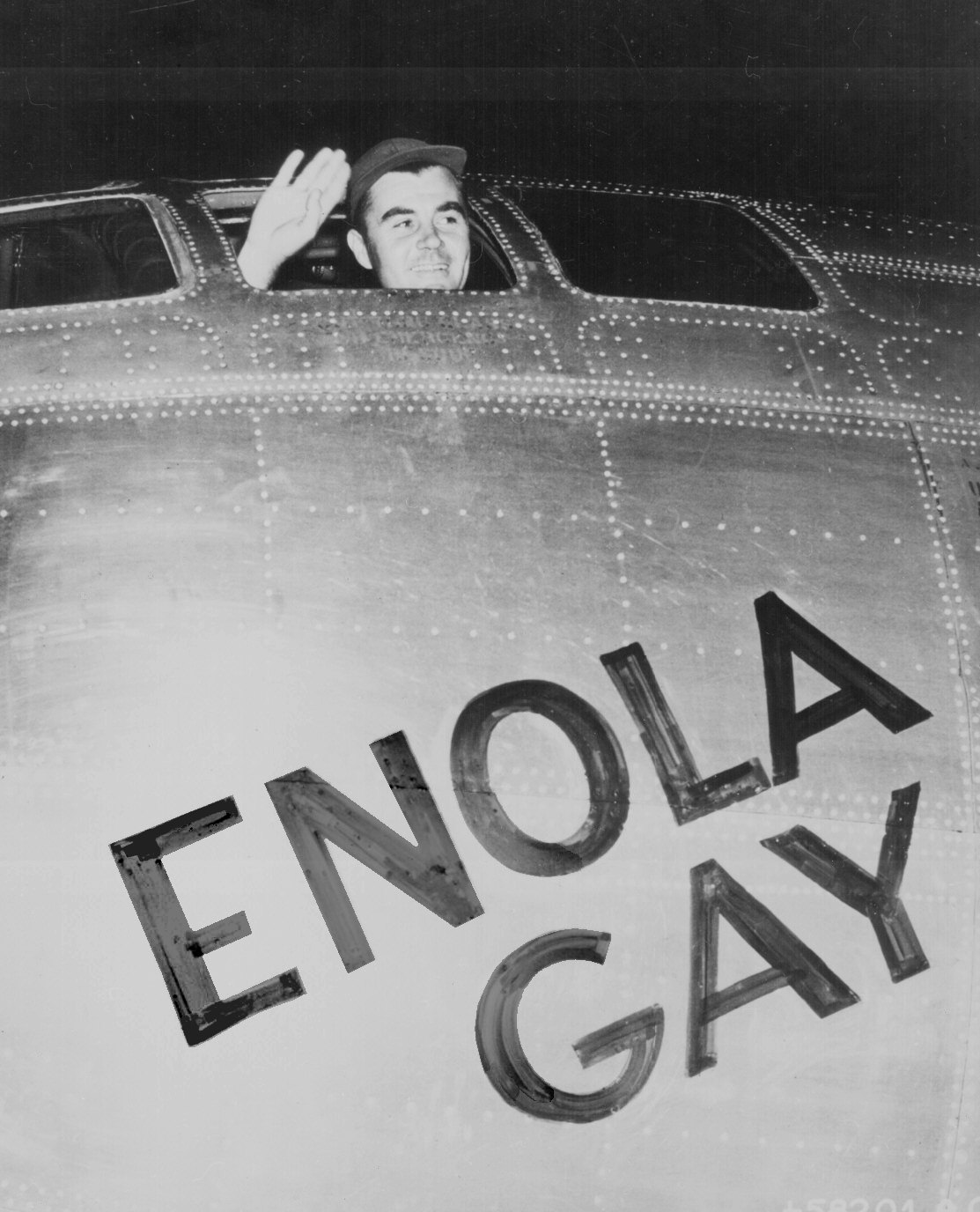
폴 티비츠 대령이 히로시마 폭격을 위해 출발하기 전 조종석에서 창밖으로 손을 흔들고 있다

이놀라 게이(영어: Enola Gay)는 미국 육군항공대가 보유한 B-29 슈퍼포트리스 중 하나로 1945년 8월 6일 일본 히로시마에 대한 원자폭탄 투하에 사용된 폭격기다.

## 개요
미군이 티니안을 점령하고 약 1년 뒤인 1945년 8월 6일 새벽. 티니안을 이륙한 이놀라 게이는 2,530 km를 날아 이날 오전 8시 15분 히로시마 상공 9,500 m에서 인류 최초의 핵폭탄인 리틀 보이를 떨어뜨렸다.
이놀라 게이는 네브래스카주에 있는 글렌 L. 마틴 사 (현 오펏 공군 기지) 벨뷰 공장에서 제조되었다. 그 후, 폴 티비츠 대령에 의해 1945년 5월 18일에 미육군항공대 509 혼성 부대(en:509th Composite Group)에 배속되었다. 1945년 7월 6일에는 미국 본토로부터 티니안 섬에 도착해, 그 날 안에 리틀 보이 핵폭탄을 탑재하기 위해 폭탄창을 개조했다.
배속 당초, 번호「12」로 지정되었지만, 소속 부대를 나타내는 수직꼬리날개의 마킹을 특수 작전기라는 것을 적이 눈치채지 못하게 일반 폭격 전대인「제6 폭격대」표시인 대형 원 중심의 R로 변경했기 때문에, 오인 방지를 위해 「82」로 변경되었다. 초기는 특수 임무기 표시인 대형 원 중심의 좌향의 화살표이다.

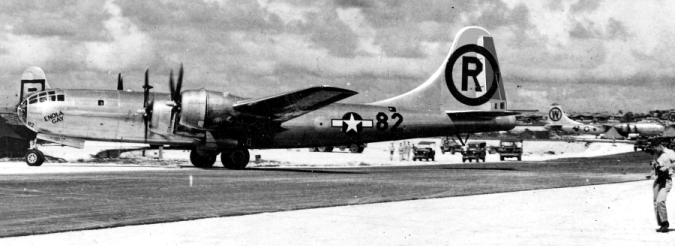
수직꼬리 마킹 변경 후의 이놀라 게이

이놀라 게이는 8회의 훈련 임무와 2회의 산업 목표를 파괴하는 고베·나고야에의 펌킨 폭탄(모의 원자 폭탄)을 사용한 폭격 임무를 실시했고, 1945년 7월 31일에는 원폭 투하 임무 리허설을 모의 원자폭탄을 탑재해 티니안 인근 바다에서 훈련, 투하했다.
기체 명칭인 이놀라 게이는 기장인 폴 티비츠 대령의 모친인 이놀라 게이 티비츠(Enola Gay Tibbets)로부터 따온 것이다. 이것에 대해서, 44-86292호기 사령관인 로버트 A. 루이스 대위(원폭 투하 임무시는 부기장을 맡았다)는 운명적인 이 작전에 모친의 이름을 붙이는 일에 강한 불쾌감을 나타냈다.

## 작전 종료 후
이놀라 게이는 1945년 11월 8일에 뉴멕시코주, 로즈웰 육군 항공 기지(현 워커 공군 기지)에 도착했다. 1946년 4월 29일에 크로스 로즈 작전에 참가하기 위해 콰잘레인 환초로 향하지만, 투하 장소가 비키니 환초로 변경되었기 때문에, 다음날에 캘리포니아주 페어필드의 트래비스 공군 기지로 귀환하였다. 그 후, 기체 보존이 결정되어 1946년 7월 24일에 애리조나주 데비스몬산 공군 기지로 이송되었다. 1946년 8월 30일에는 육군 항공대에서 제적되어 스미스소니언 박물관 명의로 변경되었다. 1953년 12월 2일 메릴랜드주 앤드류스 공군 기지로 이송, 거기서 해체 보존되었다.

## 스미스소니언 박물관 전시 소동

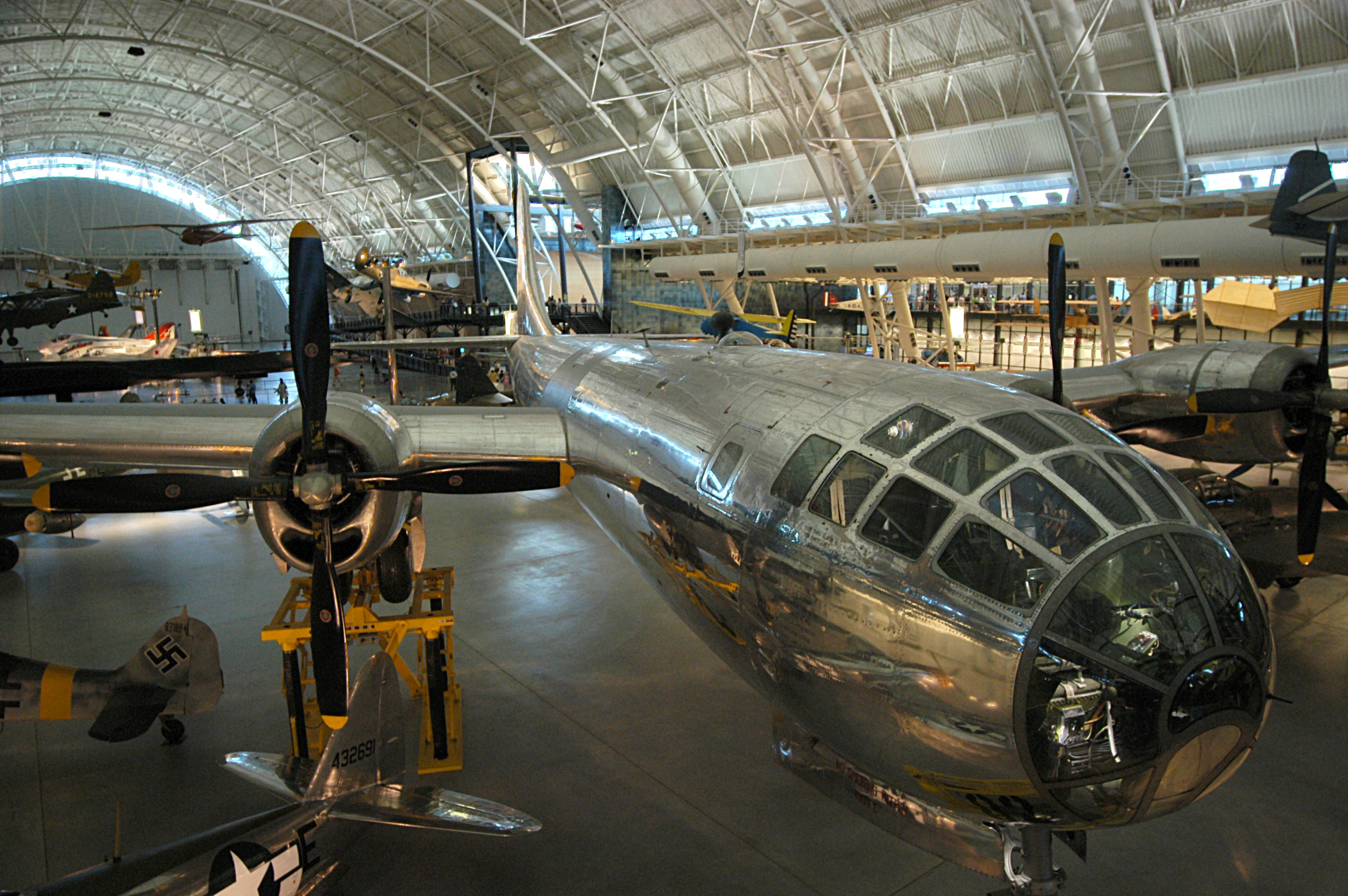
스티븐 F. 우드바-헤이지 센터에 전시 중인 이놀라 게이

1990년대 중반, 스미스소니언 항공 우주 박물관 측이 원폭 피해나 역사적 배경도 포함해 복원 중의 이놀라 게이의 전시를 계획했다. 이 정보가 전해지면 미 퇴역군인 단체등에서 항의와 강한 압력을 받을 수 있어, 전시는 원폭 피해나 역사적 배경을 생략하게 되어 규모가 축소되었다. 이 일련의 소동의 책임을 지고 박물관장은 사임했다.
그 후, 복원이 완료되어, 스미스소니언 항공 우주 박물관의 별관이 되는 스티븐 F. 우드바-헤이지 센터(워싱턴 덜레스 국제 공항 근교에 위치)가 완성된 것에 의해 현재는 일반에 공개되고 있다. 중요한 상용 전시 기체이며, 그 역사적 배경으로부터 파괴 행위 등이 행해지지 않게, 복수의 감시 모니터로 감시되어 조심성 없게 기체에 가까이 가는 수상한 사람에 대해서는 감시 카메라가 자동 추적 해 동시에 경보가 발생하는 시스템을 채용했다. 2005년에는 영상 해석 장치도 도입하는 등, 엄중한 관리 하에서 공개되고 있다.
전술한 것과 같은 사태가 반복되는 것을 막기 위해 원폭 피해나 역사적 배경은 일절 설명되어 있지 않기 때문에, 그 전시 방법에는 비판적인 의견도 존재한다.

## 탑승자 명단

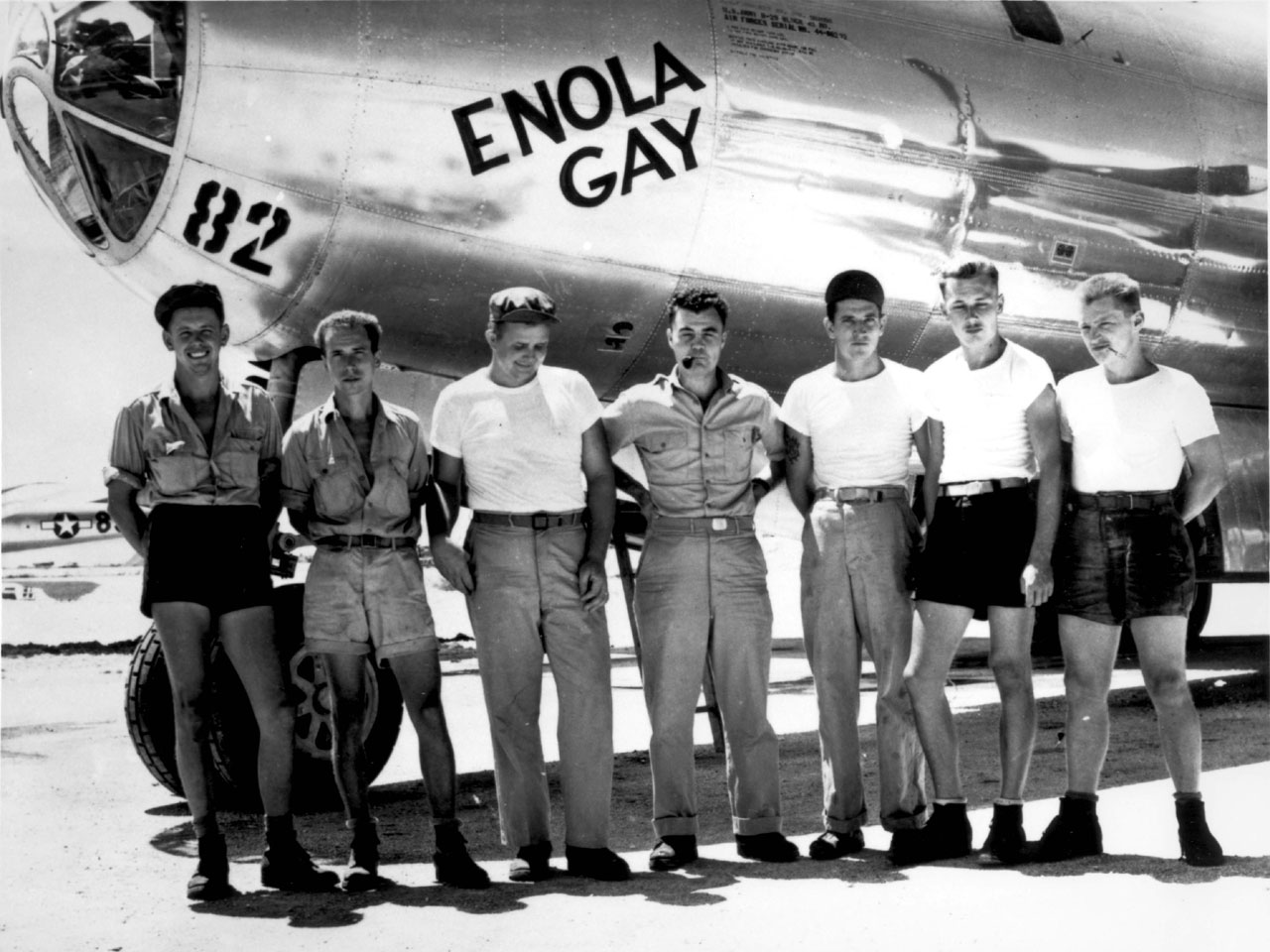
작전을 수행한 승무원. 중앙이 폴 티비츠 대령

이놀라 게이에는 1945년 8월 6일 총 12명이 탑승하였다.
- 기장 - 폴 티비츠 대령
- 부조종사 - 로버트 A. 루이스 대위
- 폭격수 - 토마스 피어비 소령.
- 항법사 - 테어도오 판 커크 대위
- 전자전 담당 - 제이콥 베서 중위 (또한 유일하게 원자폭탄을 투하한 두 비행기에 모두 탑승했다)
- 무기 및 폭탄 담당 - 윌리엄 스털링 패슨 해군 대위
- 무기 부담당 - 모리스 R. 젭슨 소위
- 레이다 담당 - 조 S. 스티보릭 중사 Sergeant
- 후미 기총수 - 조지 R. "밥" 캐론 기술하사관(O)
- 부항법사 - 로버트 H. 서머드 하사
- 레이다 운용사 - 리처드 M. 넬슨 일등병
- 항공 기관사 - 와트 E. 던젠베리(Wyatt E. Duzenberry) 기술하사관(O)

(* O 표시는 이놀라게이의 정규 승무원)

## 같이 보기
- B-29 슈퍼포트리스
- 복스카 - 나가사키에 핵폭격한 B-29
- 리틀 보이
- 핵무기